# Институт знания о тождественности
Институт знания о тождественности (англ. Science of Identity Foundation), прежнее название Миссия Чайтаньи — неоиндуистская международная организация гаудия-вайшнавского толка, основанная в 1970-е годы американским гуру Крисом Батлером (духовное имя — Джагад Гуру Сиддхасварупананда Парамахамса).
В 1960-е годы Батлер был учителем йоги на Гавайях и имел собственных последователей. Батлер и его сторонники стали учениками основателя Международного общества сознания Кришны (ИСККОН) Бхактиведанты Свами Прабхупады (1896—1977), но после его смерти отделились от ИСККОН и учредили «Миссию Чайтаньи». Вероучение в основном совпадает с доктриной ИСККОН, отличия связаны с практикой, которая более осовременена и американизирована, в частности, помимо индуистских текстов в проповедях часто привлекается Библия, носится европейская одежда, киртаны поются под гитару.
Штаб-квартира Фонда находится в штате Гавайи. Помимо США общины имеются в Канаде, Австралии, Великобритании, Польше, Чехии, на Филиппинах и ряде других стран. В конце 1991 года в Россию приезжал ученик Батлера из Польши — Вишну Дас (Вальдемар Кочуба). Московская организация была зарегистрирована в 1993 году, позднее ещё одна в Санкт-Петербурге, всего по данным на середину 1990-х годов в России действовало не менее восьми групп.
Ученицей Криса Батлера является Талси Габбард — американская женщина-политик, член Палаты представителей Конгресса США, первый в истории США член конгресса индуистского вероисповедания.